# Diospyros haivanensis
Diospyros haivanensis là một loài thực vật có hoa trong họ Thị. Loài này được Hiep mô tả khoa học đầu tiên năm 1996.